# Садуакасова, Динара Рамазановна
Динара Рамазановна Садуакасова (каз. Динара Рамазанқызы Сәдуакасова; род. 31 октября 1996, Акмола) — казахстанская шахматистка, международный гроссмейстер среди женщин (2012). Чемпионка мира до 20 лет. Чемпионка Азии (2019). Серебряный призёр чемпионата мира в Алматы, в категории рапид (2022г).

## Биография

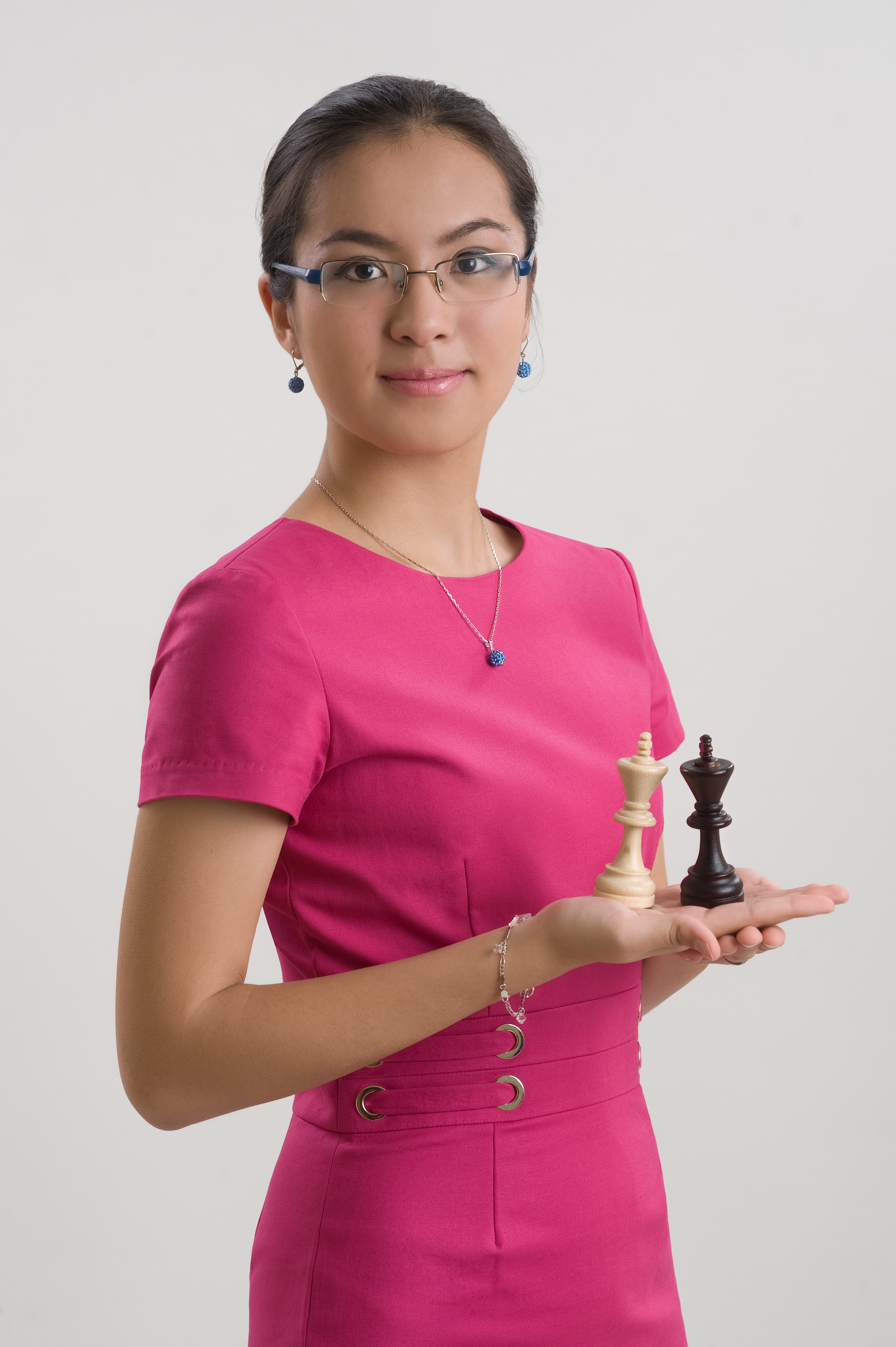

Динара Садуакасова научилась играть в шахматы в пять лет в клубе имени Х. Омарова в Астане. Серьёзно стала заниматься в возрасте десяти лет.
Помимо шахмат увлекается музыкой, художественной гимнастикой, плаванием. Изучает языки. В 2008 году окончила с отличием музыкальную школу им. П. Чайковского по классу фортепиано. Также заняла первое место по художественной гимнастике на международном турнире «Синегорье».
Победитель молодёжной премии «Жастар-2011» в номинации «Молодой спортсмен года»
Спикер форума «Интеллектуальная нация — 2011»
Участница праздничной встречи с Президентом РК к 8 марта (07.03.2012).
В 2012 году в возрасте 16 лет стала самым молодым гроссмейстером Казахстана среди женщин и была награждена юбилейной медалью «20 лет независимости Республики Казахстан».
Признана лучшей спортсменкой 2013 года по версии журнала «Sport Review» (Казахстан).
В Евразийском Национальном Университете имени Гумилёва в Астане с 2013 года по инициативе студентов и преподавателей вуза открыт Шахматный клуб Динары Садуакасовой. А с весны 2014 года в ЕНУ им. Л. Н. Гумилева проходит ежегодный шахматный турнир на «Кубок гроссмейстера Садуакасовой».
Признана лучшей спортсменкой 2014 года по версии газеты «Караван».
Летом 2014 года на свою стипендию издала книгу «Первые шаги в шахматах», основанную на собственных партиях.
Лауреат национальной премии в номинации «Респект спортсмен» («Народный любимец 2014»).
Награждена грамотой Министерства Спорта «Гордость страны» (2014).
Многократная чемпионка международных турниров «Отважная пешка», «Белая ладья», «Мемориал П. Измайлова» (Россия), «Мемориал Х. Омарова» (Казахстан), «Мемориал Г. Агзамова» (Узбекистан), «Мемориал Л. Руденко-2009».
в 2016 году Казахстанские школьники будут учиться шахматам по книге Динары Садуакасовой «Первые шаги в шахматах».
В преддверии празднования 25-летия независимости Казахстана в декабре 2016 года Динара Садуакасова была вместе с группой отличившихся представителей культуры и искусства награждена орденом «Курмет» (Почет).
В 2017 году награждена общественным орденом «Үміт».
Награждена Государственной премией «Дарын» 2017 г.
В преддверии Всемирного дня детей, 17 ноября 2017 года Динара была назначена Послом доброй воли ЮНИСЕФ в Казахстане. В своей речи по случаю назначения Динара отметила, что понимает ответственность назначения Национальным послом доброй воли. «Я благодарна ЮНИСЕФ за оказанное доверие и хочу уверить, что сделаю все возможное, чтобы это доверие оправдать. Я хочу, чтобы вместе мы достигли результатов, чтобы дети были окружены заботой и вниманием, чтобы они имели возможность доносить свое мнение до взрослых и влиять на решения, которые касаются их жизней.» Сотрудничество Динары с ЮНИСЕФ началось в конце 2016 года. За это время Динара поддержала ряд кампаний ЮНИСЕФ (по профилактике насилия в отношении детей, раннее развитие детей и вовлечение отцов, развитие правосудия, дружественного к детям).
7 декабря 2017 года Постановлением Правительства Республики Казахстан № 821 присуждена Государственная молодёжная премия «Дарын» по номинации «Спорт» Динаре Садуакасовой.
23 декабря 2017 года в ОАЭ на церемонии вручения наград 4-й ежегодной премии «Asian Chess Excellence Awards» казахстанский гроссмейстер Динара Садуакасова объявлена «Лучшим игроком-девушкой — 2017».
В ноябре 2021 года в Риге она заняла 27-е место на турнире «Большая женская швейцарка ФИДЕ».
Международный гроссмейстер среди женщин, международный мастер среди мужчин.

## Шахматные достижения
- Член национальной сборной Республики Казахстан с 11 лет, участница 4-х Всемирных Шахматных Олимпиад (Дрезден-2008 год, Ханты — Мансийск-2010, Стамбул −2012, Тромсё-2014)
- 2003 — 1 место в XIII Международном шахматном фестивале «Отважная пешка» (Россия, Новосибирск)
- 2004 — вице-чемпионка Азии среди девушек до 8 лет.
- 2007 — вице-чемпионка мира среди девушек до 12 лет
- 2009 — 1 место в международном турнире «Мемориал Руденко»
- 2009 — 1 место в XIII шахматном фестивале «Мемориал Измайлова»
- 2010 — чемпионка мира среди девушек до 14 лет
- 2010 — обладательница Кубка Шейха эмирата Дубай
- 2010 — 1 место среди женщин в международном турнире «Мемориал Агзамова»
- 2011 — вице-чемпионка мира среди школьниц до 15 лет
- 2012 — самый молодой международный гроссмейстер среди женщин Казахстана в 16 лет.
- 2012 — чемпионка Мира до 17 лет (2012)
- 2012 — 3 место в международном турнире «Olomouc Chess Summer 2012» (Чехия)
- 2013 — поделила 1-3 место в международном турнире «Moscow Open 2013» (Москва)
- 2014, май — первое место среди юниоров в международном турнире «Memorial Ridha Belkadhi Women’s Tournament» (Тунис)
- 2014, июль — первое место среди женщин и первое место среди юниоров в международном турнире «Open de Benasque» (Испания)
- 2014, август — лучший результат в женской сборной РК на Всемирной шахматной Олимпиаде (Тромсё, Норвегия), на второй доске без замен и поражений набрала 8,5 очков из 11 возможных. Сборная команда заняла почётное 6 место из 136.
- 2014, сентябрь — чемпионка мира среди девушек до 18 лет (Дурбан, ЮАР).
- 2014 — 1 место среди женщин в международном турнире «XXXIV Open Internacional de Benasque» (Испания)
- 2014 — 1 место в международном турнире «Memorial Ridha Belkadhi Women Tournament» (Тунис)
- 2015, июнь — чемпионка Центральной Азии среди женщин (Зональный турнир ФИДЕ 3.4. (Душанбе, Таджикистан).
- 2015, октябрь — выиграла Клубный чемпионат Европы среди университетов в Ереване (Армения), выступая за УГГУ (Екатеринбург, Россия).
- 2015 — 1 место среди женщин в международном турнире «Cannes Open 2015» (Франция)
- 2015 — 1 место среди женщин в международном турнире «Carpos Open 2015» (Македония)
- 2015 — 2 место в Клубном чемпионате Европы
- 2015 — 1 место на чемпионате Европы среди студентов
- 2015 — 2 место на чемпионате Республики Казахстан по быстрым шахматам среди мужчин, набрала 7.5 очков из 9 возможных
- 2016, апрель — первая доска женской сборной Казахстана, взявшей бронзовые медали на Кубке Азиатских наций (Дубай, ОАЭ).
- 2016, июнь — вице-чемпионка Азии среди женщин
- 2016, август — чемпионка мира среди девушек до 20 лет (Бхубанесвар, Индия).
- 2016 — 1 место Всероссийская Универсиада (Россия)
- 2016 — 2 место в международном турнире «Кубок акима Павлодарской области» (Казахстан)
- 2016 — 3 место на командном Кубок Азиатских наций (Абу Даби)
- 2017, март — Садуакасова выиграла международный турнир «HDBank Cup Internasional Open Chess 2017» во Вьетнаме и вошла в ТОП-30 сильнейших шахматисток мира.
- 2017, сентябрь — золотая медаль Азиатских игр в закрытых помещениях и по боевым искусствам в Ашхабаде (в рапиде в паре с Жансаёй Абдумалик) и две бронзовые — лично в классическом турнире и командном блице (с Абдумалик).
- 2017 — 3 место в международном турнире «Hoogeveen Chess Tournament» (Нидерланды).
- 2017 — 1 место среди женщин в международном турнире «Biel International Chess tournament» (Швейцария)
- 2018, март — 1 место среди женщин в международном турнире «HDBank Cup International Open Chess 2018» (Вьетнам) и поднялась на 17 строчку в апрельском рейтинге ТОП 100 сильнейших шахматисток мира[16].
- 2018, май — вошла в ТОП-15 мирового рейтинга FIDE[17].
- 2018, август — привезла две «бронзы» — по рапиду и блицу с Кубка Азиатских наций в Хамадане (Иран)[18].
- 2019, июнь — Чемпионка Азии. Первая представительница Казахстана победившая на чемпионате Азии по шахматам среди женщин.

## Изменения рейтинга
| График не отображается по техническим причинам. Чтобы исправить это, воспроизведите график в новом формате, если это возможно. |